# Gare de Beuzet
La gare de Beuzet est une gare ferroviaire belge de la ligne 161, de Schaerbeek à Namur, située à Beuzet section de la commune de Gembloux dans la province de Namur.
Elle est mise en service en 1886 par l'Administration des chemins de fer de l'État belge. C'est une halte voyageurs de la Société nationale des chemins de fer belges (SNCB) desservie par des trains omnibus (L) et Heure de pointe (P).

## Situation ferroviaire
Établie à 177 mètres d'altitude, la gare de Beuzet, est située au point kilométrique (PK) 48,860 de la ligne 161, de Schaerbeek à Namur entre les gares ouvertes de Lonzée et de Saint-Denis-Bovesse.

## Histoire
La « halte de Beuzet » est mise en service le 8 juin 1885 par l'administration des chemins de fer de l'État belge. Elle est située à 5 692 mètres de la gare de Gembloux et à 2 024 m de celle de Saint-Denis-Bovesse. La halte est gérée depuis la gare de Saint-Denis-Bovesse.

## Service des voyageurs

### Accueil
Halte SNCB, c'est un point d'arrêt non géré (PANG) à accès libre.

### Desserte
Beuzet est une halte voyageurs de la Société nationale des chemins de fer belges (SNCB) desservie par des trains omnibus (L) et Heure de pointe (P) de la relation Ottignies - Gembloux - Namur (voir fiches horaires de la ligne).
En semaine, la desserte comprend un train L par heure dans chaque sens complété, le matin, par un train P Namur - Ottignies (dans chaque sens) et un train P Namur - Gembloux ; l'après-midi, on retrouve un train P Namur - Ottignies et deux dans le sens Ottignies - Namur.
Les week-ends et jours fériés, seuls circulent les trains L au rythme d'un toutes les deux heures.

### Intermodalité
Un parking pour les véhicules y est aménagé.

## Comptage voyageurs
Le graphique et le tableau montrent le nombre de passagers qui en moyenne embarquent durant la semaine, le samedi et le dimanche.
| Nombre de voyageurs qui embarquent à la gare de Beuzet | Nombre de voyageurs qui embarquent à la gare de Beuzet | Nombre de voyageurs qui embarquent à la gare de Beuzet | Nombre de voyageurs qui embarquent à la gare de Beuzet |
|                                                        | Semaine                                                | Samedi                                                 | Dimanche                                               |
| ------------------------------------------------------ | ------------------------------------------------------ | ------------------------------------------------------ | ------------------------------------------------------ |
| 1977                                                   | 208                                                    | 61                                                     | 26                                                     |
| 1978                                                   | 166                                                    | 60                                                     | 17                                                     |
| 1979                                                   | 156                                                    | 50                                                     | 16                                                     |
| 1980                                                   | 160                                                    | 38                                                     | 13                                                     |
| 1981                                                   | 174                                                    | 52                                                     | 24                                                     |
| 1982                                                   | 160                                                    | 39                                                     | 26                                                     |
| 1983                                                   | 146                                                    | 40                                                     | 18                                                     |
| 1984                                                   | 148                                                    | 41                                                     | 28                                                     |
| 1985                                                   | 151                                                    | 46                                                     | 22                                                     |
| 1986                                                   | 208                                                    | 57                                                     | 22                                                     |
| 1987                                                   | 147                                                    | 45                                                     | 23                                                     |
| 1988                                                   | 150                                                    | 47                                                     | 20                                                     |
| 1989                                                   | 148                                                    | 35                                                     | 16                                                     |
| 1990                                                   | 148                                                    | 64                                                     | 32                                                     |
| 1991                                                   | 156                                                    | 57                                                     | 19                                                     |
| 1992                                                   | 159                                                    | 42                                                     | 24                                                     |
| 1993                                                   | 131                                                    | 56                                                     | 19                                                     |
| 1994                                                   | 170                                                    | 60                                                     | 17                                                     |
| 1995                                                   | 129                                                    | 45                                                     | 5                                                      |
| 1996                                                   | 161                                                    | 37                                                     | 12                                                     |
| 1997                                                   | 142                                                    | 22                                                     | 26                                                     |
| 1998                                                   | 142                                                    | 30                                                     | 10                                                     |
| 1999                                                   | 127                                                    | 16                                                     | 6                                                      |
| 2000                                                   | 155                                                    | 20                                                     | 8                                                      |
| 2001                                                   | 132                                                    | 21                                                     | 8                                                      |
| 2002                                                   | 143                                                    | 20                                                     | 13                                                     |
| 2003                                                   | 126                                                    | 28                                                     | 12                                                     |
| 2004                                                   | 157                                                    | 36                                                     | 16                                                     |
| 2005                                                   | 160                                                    | 34                                                     | 16                                                     |
| 2006                                                   | 169                                                    | 28                                                     | 20                                                     |
| 2007                                                   | 157                                                    | 34                                                     | 20                                                     |
| 2008                                                   | -                                                      | -                                                      | -                                                      |
| 2009                                                   | 181                                                    | 16                                                     | 13                                                     |
| 2010                                                   | -                                                      | -                                                      | -                                                      |
| 2011                                                   | -                                                      | -                                                      | -                                                      |
| 2012                                                   | 172                                                    | 25                                                     | 19                                                     |
| 2013                                                   | 176                                                    | 24                                                     | 16                                                     |
| 2014                                                   | 192                                                    | 36                                                     | 16                                                     |
| 2015                                                   | 131                                                    | 22                                                     | 12                                                     |
| 2016                                                   | 123                                                    | 17                                                     | 8                                                      |
| 2017                                                   | 153                                                    | 15                                                     | 11                                                     |
| 2018                                                   | 113                                                    | 18                                                     | 16                                                     |
| 2019                                                   | 141                                                    | 21                                                     | 17                                                     |
| 2020                                                   | 85                                                     | 22                                                     | 5                                                      |
| 2021                                                   | -                                                      | -                                                      | -                                                      |
| 2022                                                   | 180                                                    | 15                                                     | 15                                                     |
| 2023                                                   | 173                                                    | 43                                                     | 25                                                     |
| 2024                                                   | 171                                                    | 32                                                     | 25                                                     |